# Václav Bubeník
Václav Bubeník (7. srpna 1828, Pardubice – 27. května 1879, Pardubice) byl mlynář a starosta Pardubic v 60. a 70. letech 19. století. Aktivně podporoval společenský a kulturní rozvoj Pardubic, přeměňoval je z chudého zemědělského města na průmyslové centrum.

## Rodina a zázemí
Narodil se 7. srpna 1828 v Pardubicích jako třetí syn mlynáře Antonína Bubeníka (1780–1839) a jeho manželky Anny, rozené Frintové, dcery mlynáře z Opočna. V roce 1855 si vzal Antonii Kautskou. Po smrti svého bezdětného bratra Josefa (1817–1862), který působil v letech 1861–1862 jako starosta Pardubic, zdědil veškerý jeho majetek včetně pardubického Císařského mlýna, který zakoupil v roce 1804 otec Antonín. 

## Starostou Pardubic
Hned po smrti bratra Josefa kandidoval na starostu města Pardubic a uspěl. Jako starosta města působil ve dvou obdobích, nejprve v letech 1862–1867 a poté od roku 1874 až do své smrti v roce 1879.
Pod jeho vedením došlo k významnému rozvoji infrastruktury, vzdělání i spolkové činnosti. Mezi jeho nejvýznamnější počiny patřilo založení první vyšší reálky ve východních Čechách v roce 1863, která jako jedna z prvních škol v regionu zavedla výuku v českém jazyce. Výuka byla zahájena v provizorních prostorách, ale díky jeho iniciativě byla do roku 1865 postavena nová školní budova. Tento projekt symbolizoval pokrok a rozvoj vzdělanosti v Pardubicích.
Bubeník byl také zakladatelem a předsedou několika důležitých spolků. V roce 1862 spoluzaložil Měšťanskou besedu, která se stala centrem kulturního a společenského života Pardubic. V roce 1863 se podílel na vzniku Sokola Pardubice, čímž podpořil rozvoj tělovýchovy a národního uvědomění. Byl rovněž prvním předsedou Občanské záložny (od 1862), která poskytovala výhodné úvěry místním podnikatelům a občanům a významně přispěla k hospodářskému rozvoji města. Bubeník se stal v roce 1862 také předsedou Hospodářské jednoty kraje Chrudimského v Pardubicích a v roce 1878 předsedou Pardubického ochotnického spolku.
Během rakousko-pruské války v roce 1866 se starosta Bubeník spolu s dalšími rozhodl, že město se nebude bránit vstupu pruské armády, která si v Pardubicích zřídila dočasný hlavní stan, a ve městě se ubytoval dokonce císař Vilém II. a Otto von Bismarck. Starosta s nimi jednal, aktivně se zasazoval o ochranu obyvatel a snížení nákladů na vydržování armády, avšak neuspěl a čelil hrozbě vydrancování města. Díky jeho vedení se však městu podařilo překonat problémy spojené s okupací a pokračovat v rozvoji.

## Bubeníkův odkaz

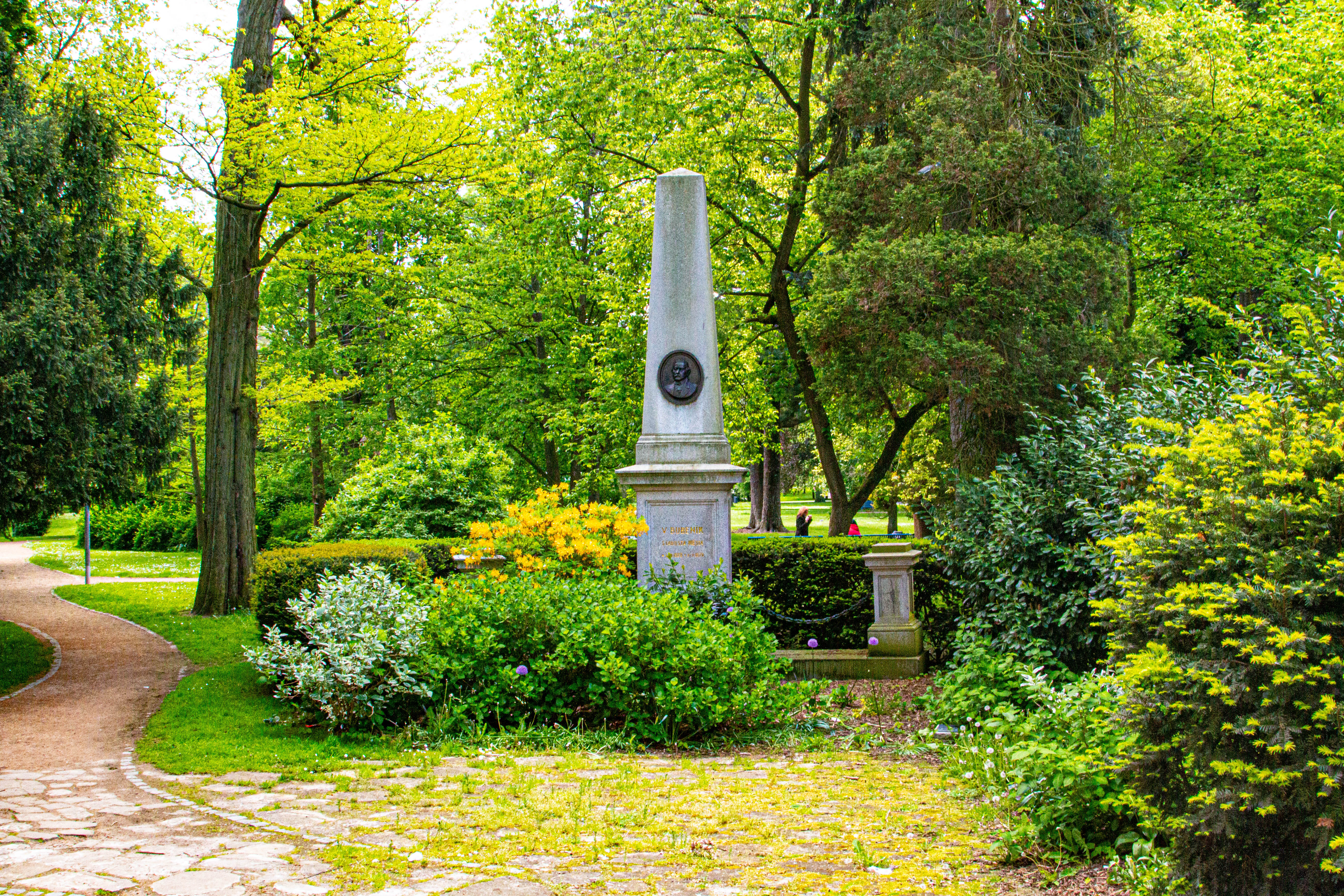
Pomník Václava Bubeníka v Pardubicích v Bubeníkových sadech

Bubeníkova činnost zanechala výraznou stopu v oblasti vzdělání, kultury i průmyslu. Jeho jméno je spojováno se vznikem mnoha institucí, které byly klíčové pro další rozvoj Pardubic. Na jeho počest byl proto v roce 1881 zřízen na pravém břehu Chrudimky městský park, který pak nesl jeho jméno: jedná se o Bubeníkovy sady. Byl do nich přenesen i jeho pomník. Jeho ostatky byly uloženy na novém hřbitově v Jesničánkách.